# Mark Boswell
Mark Boswell (* 28. července 1977, Mandeville, Jamajka) je bývalý kanadský atlet, jehož specializací byl skok do výšky. Mezi jeho největší úspěchy patří stříbrná medaile z mistrovství světa 1999 a bronz ze světového šampionátu v Paříži 2003.
Jeho nejúspěšnější sezónou je rok 1999, kdy získal kromě stříbra na MS také stříbro na letní univerziádě a zlatou medaili na Panamerických hrách ve Winnipegu společně s krajanem Kwaku Boatengem. V roce 2000 reprezentoval na Letních olympijských hrách v Sydney, kde obsadil šesté místo společně se Švédem Staffanem Strandem. O rok později získal zlatou medaili na Frankofonních hrách v Ottawě, kde uspěl také český výškař Jan Janků, který vybojoval bronz. Je dvojnásobným zlatým medailistou na hrách Commonwealthu. Vyhrál v roce 2002 v Manchesteru i o čtyři roky později v australském Melbourne. Na Letních olympijských hrách 2004 v Athénách se umístil s výkonem 229 cm na sedmém místě. Stejný výkon předvedl také ve finále mistrovství světa 2005 v Helsinkách, kde skončil těsně pod stupni vítězů, na čtvrtém místě.
Je šestinásobným mistrem Kanady pod otevřeným nebem (1997, 2000, 2001, 2002, 2003, 2004). V roce 2002 zvítězil na halovém mítinku Brněnská laťka výkonem 232 cm. V roce 2008 obsadil třetí místo, když výkon 223 cm byl jeho nejlepší v halové sezóně.

## Osobní rekordy
- hala - 233 cm - 10. března 2000, Fayetteville
- venku - 235 cm - 23. srpna 1999, Sevilla (NR)